# Jean Gehret
Jean Gehret (10 de enero de 1900 – 24 de mayo de 1956) fue un actor, director y guionista cinematográfico de nacionalidad suiza.  

## Biografía
Nacido en Ginebra, Suiza, su nombre completo era Jean Albert Gehret. Jean Gehret comenzó su carrera cinematográfica antes de la Segunda Guerra Mundial, como actor. Tras la contienda fue también director de producción y realizador. 
Jean Gehret falleció en París, Francia, en 1956.

## Filmografía

### Actor
- 1931 : La Chienne, de Jean Renoir
- 1932 : Moune et son notaire, de Hubert Bourlon
- 1932 : Baleydier, de Jean Mamy
- 1932 : La Nuit du carrefour, de Jean Renoir
- 1932 : Boudu salvado de las aguas, de Jean Renoir
- 1933 : Cent mille francs pour un baiser, de Hubert Bourlon
- 1933 : Madame Bovary, de Jean Renoir
- 1935 : Crime et Châtiment, de Pierre Chenal
- 1943 : Adieu Léonard, de Pierre Prévert

### Director de producción
- 1932 : Boudu salvado de las aguas, de Jean Renoir
- 1942 : Dernier atout, de Jacques Becker
- 1943 : Adieu Léonard,  de Pierre Prévert
- 1945 : Falbalas, de Jacques Becker

### Director
- 1947 : Le Café du Cadran
- 1949 : Le Crime des justes
- 1949 : Tabusse
- 1949 : Orage d'été
- 1953 : La Loterie du bonheur

### Guionista
- 1947 : Carré de valets, de André Berthomieu